# Historia de la telefonía en Cuba
Desde que se realizó la primera transmisión telefónica por Antonio Meucci, Cuba ha navegado como polígono de pruebas para las compañías norteamericanas durante la etapa republicana, y hasta una severa crisis después del derrumbe del campo socialista en Europa.

## Los primeros teléfonos
La primera conversación telefónica en español se realiza en La Habana, en octubre de 1877, apenas tan solo 7 meses después de que Alexander Graham Bell le fuera otorgada la patente de su teléfono. Además con los aparatos que se trabajó en La Habana, en 1878; en Madrid se iniciaron las investigaciones sobre la comunicación telefónica. En el año 1879, para proseguir con el acelerado desarrollo de las comunicaciones en la Isla, el hombre de negocios Enrique B. Hamel incorpora algunos aparatos telefónicos fabricados por la Tropical American Telephone Company, que permitían establecer una comunicación entre dos de ellos a una distancia máxima de 450 m.
El primer servicio telefónico fue inaugurado en La Habana el 6 de marzo de 1882, después que se fuera subastado durante largo tiempo los derechos a la construcción del mismo. El primer director de esta compañía fue Vesey F. Butler, quien además estableció negocios corporativos con las compañías Edison Telephone Exchange y con la Western Electric Company de Nueva York.

## Servicio telefónico entre 1888-1915
En 1888 a tenor de la declaración por parte del gobierno español de un Decreto para controlar el desarrollo de las comunicaciones telefónicas en Cuba, Filipinas y Puerto Rico; se le otorgan los privilegios de las transmisiones telefónicas a la empresa Red Telefónica de La Habana, S.A., compañía que contaba con el apoyo total de las autoridades españolas. Pero a pesar de estos la compañía solo logró instalar 1500 teléfonos más hasta 1899, todos del tipo Blake, llegando a un máximo de 21 millas de líneas telefónicas en toda La Habana. Pero con la ocupación norteamericana de la Isla, el negocio quedó abierto de par en par a las compañías norteamericanas que rápidamente se apoderaron del mismo. En diciembre de 1900 se creó una sociedad anónima (qué posteriormente daría vida a la Havana Telephone Company), que envió a Cuba ingenieros para comprobar el estado de las redes cubanas y garantizar la expansión hasta dos pueblos situados a 20 km de la ciudad: San Francisco de Paula al este y Punta Brava al oeste . Durante el periodo de La Segunda Ocupación Norteamericana (1906-1909) se sentaron las bases que permitieron a los inversionistas norteamericanos, siendo concedido los derechos de explotación a la Cuban Telephone Company el 18 de julio de 1909. Como principal acción desplegada por esta compañía esta la de establecer en Cuba por primera vez una central telefónica completamente automática que sustituyó a la que manualmente realizaba todas las conmutaciones en la isla, además de utilizar por los teléfonos de discado.

## Cuba como polígono de pruebas telefónicas.
Después de la Primera Guerra Mundial y con la gran fusión entre la Cuban Telephone y la American Telephone and Telegraph Company, en la Cuban-American Telephone and Telegraph Company; con el objetivo de crear entre Cuba y Estados Unidos un sistema de líneas telefónicas a larga distancia. En 1924 los hermanos Sosthenes y Hernand Behn dueños de la ATT contratan a la firma Morales y Compañía Arquitectos dirigida por el ingeniero Luis Morales y Pedroso, para realizar el proyecto de la sede de la compañía telefónica en la calle Águila N° 565 esquina Dragones en Habana. El proyecto estuvo a cargo del arquitecto cubano Leonardo Morales y Pedroso y la construcción se terminó en 1927 siendo en su momento el primer rascacielos y edificio más alto de Cuba. En vista de estos progresos y en colaboración con la AT&T se creó el proyecto de un cable submarino entre La Habana y Cayo Hueso por un coste de 750.000 dólares. Gracias a este proyecto se instalaron tres cables que permitieron la comunicación directa con New York y Jacksonville. Gracias a este mismo cable se logró establecer lo que en su momento fue la línea telefónica más larga del mundo, con 8.800 km entre La Habana y la ciudad de Avalon en California. Este servicio se estableció sobre la base de cables submarinos, terrestres y estaciones de radio enlace. También este cable permitió el inicio de la radiodifusión en Cuba a partir de trasmisiones radiales de música cubana que se hicieron llegar al territorio norteamericano y viceversa, dando como resultado que se formara la Radio Corporation of Cuba en 1922 Durante todo este tiempo estas transformaciones fueron dirigidas por la International Telephone and Telegraph Company (ITT); que era dirigida por Sosthenes y Hernad Behn, al adquirir todos los derechos de las transmisiones a las empresas que antes lo realizaban. Además de adueñarse del monopolio de las comunicaciones en Cuba la ITT, utilizando la Isla como trampolín, se lanzó a la conquista de las comunicaciones en España; enlazando de esta forma las comunicaciones entre los dos países. Durante los años siguientes, la ITT expandió su dominio sobre las comunicaciones y utilizó a Cuba como polígono para sus experimentos, debido al poco control al que eran sometidas las centrales telefónicas en la Isla. Se firmó el Acuerdo Tripartito el 4 de septiembre de 1951 se firmó un acuerdo tripartito entre: American Telephone and Telegraph Company, Cuban Telephone Company y Cuban American Telephone and Telegraph. A fines de 1953, la cifra de teléfonos instalados era de 140,000, 464 los circuitos de larga distancia nacional entre poblaciones, 39 los circuitos de larga distancia internacional entre Cuba y el mundo. Las facilidades internacionales se debieron a la instalación en 1950 de 2 cables submarinos coaxiales de auto repetición de 24 canales entre La Habana y Cayo Hueso. Dentro de estos cabe resaltar los de una ensayo de transmisión de las señales de telefonía y televisión por medio de un sistema de dispersión troposférica entre Guanabo (Cuba) y Florida City (EE. UU.), que permitía transmitir un solo canal de televisión monocromo frecuencia ultraelevada (UHF) y 120 canales de telefonía. Cabe destacar que estos puntos estaban situados a una distancia de 300 km uno del otro. Después del Triunfo de la Revolución Cubana el 1 de enero de 1959 las acciones de la ITT fueron de mal en peor y sus instalaciones fueron nacionalizadas conjuntamente con las de la Cuban Telephone Company el 6 de agosto de 1960.

## Paso a la telefonía satelital y a la infraestructura nacional.
Con el lanzamiento por parte de la Unión Soviética (URSS) del sistema del primer satélite espacial (Sputnik), se abría para el mundo una nueva era para las comunicaciones telefónicas. Cuba gracias a las buenas relaciones que por ese entonces poseía con la URSS, pudo entrar a formar parte del sistema satelital Intersputnik, basado en satélites geoencinclinales de tipo Molnia, en 1974, siendo su primera recepción un desfile militar en la Plaza Roja de Moscú.
En 1977 se crea la empresa EMTELCUBA con el objetivo de centralizar la dirección del servicio de comunicación telefónica en la Isla debido a que la telefonía se encontraba bastante mal distribuida en cuanto a las provincias, en el período comprendido entre el 1959 y 1994, realizó inversiones por un valor superior a los 1000 millones de pesos, en redes de comunicaciones que llevaron a la telefonía, hasta los lugares más apartados del territorio nacional, atenuando las diferencias entre la capital y el resto de los territorios del país. Además se acometió la instalación del un cable coaxial a través de toda la Isla. En 1979, Cuba logra ingresar al sistema Intelsat, siendo el segundo país que utilizaba los servicios de dos sistemas satelitales. La parte cubana trabajo para mantener las comunicaciones normales con los EE. UU., pero estas no alcanzaron mayores niveles que en 1959, con la utilización de los mismos sistemas de entonces; y con las averías sufridas por el cable submarino en 1986 y es el sistema de dispersión troposférica en 1992, producto del Huracán Andrew; y la negativa de la parte norteamericana de realizar inversiones en este sistema debido su obsolescencia, las comunicaciones bilaterales se vieron afectadas y tuvieron que ser enrutadas por terceros países.

## Periodo Especial
Tras el derrumbe del Sistema Socialista en Europa Oriental la situación económica en la isla, unido a la obsolescencia de los teléfonos instalados provocaron una disminución en la calidad de los servicios que se prestaban a la población cubana en ese entonces. A pesar de todo esto se dedicaron esfuerzos a continuar con el desarrollo del sistema nacional de telefonía. Con la creación en 1994 de la Empresa de Telecomunicaciones de Cuba (ETECSA) S.A. en conjunto con la italiana STET, se dio un importante paso en cuanto a la organización y puesta en funcionamiento de una nueva infraestructura en los servicios de telefonía. ETECSA dirigió sus principales acciones a la modernización de la obsoleta red de transmisión nacional con la construcción del Sistema Nacional de Fibra Óptica, además de comenzar a sustituir los viejos teléfonos, y comenzar el proceso para lograr una completa digitalización de la telefonía. Además la empresa CUBACEL S.A. Se dedicó a prestar los servicios de comunicación celular en toda la Isla.

## Actualidad
En la actualidad ETECSA ha logrado incrementar en diez veces la cantidad de teléfonos instalados desde su creación. Se completó la red de fibra óptica nacional que ha permitido que la teleselección digital llegue a todas las provincias del país y ha comenzado a prestar mayores servicios en el área de la telefonía pública.
Un tendido de cable de fibra óptica procedente de Venezuela con su llegada a Santiago de Cuba (este) el día 08de febrero de 2011 permitirá incrementar 3.000 veces la velocidad de conexión a Internet de la isla con un coste de 70 millones de dólares (51,98 millones de euros).